# Ибигау-Варенбрик
Ибигау-Варенбрик (њем. Uebigau-Wahrenbrück) град је у њемачкој савезној држави Бранденбург. Једно је од 33 општинска средишта округа Елбе-Елстер. Према процјени из 2010. у граду је живјело 6.007 становника. Посједује регионалну шифру (AGS) 12062500.

## Географски и демографски подаци
Ибигау-Варенбрик се налази у савезној држави Бранденбург у округу Елбе-Елстер. Град се налази на надморској висини од 84 метра. Површина општине износи 134,9 km². У самом граду је, према процјени из 2010. године, живјело 6.007 становника. Просјечна густина становништва износи 45 становника/km².